# Западная Украина в составе Польши (1921—1939)
Территория этнически украинских исторических областей Восточная Галиция (Галичина), Западная Волынь, составляющая в настоящее время Львовскую, Тернопольскую, Ивано-Франковскую, Волынскую и Ровненскую области Украины, после Первой мировой войны стала объектом территориальных притязаний Польской Республики, провозглашённой в результате распада Российской и Австро-Венгерской империй. 25 июня 1919 года Совет послов Антанты признал за Польшей право на оккупацию Восточной Галиции. В результате советско-польской войны (1919—1921) РСФСР, УССР и БССР признали вхождение Западной Украины и Западной Белоруссии в состав Польши. 14 марта 1923 года Совет послов Антанты принял решение оставить запад Украины под управлением Польши. В сентябре 1939 года территория Западной Украины и Западной Белоруссии была занята Красной армией и в ноябре 1939 года была присоединена к УССР и БССР Союза ССР.

## Предыстория
Территория Западной Украины имела давние исторические и культурные связи с юго-восточной частью Польши и в XV—XVIII веках входила в состав Речи Посполитой. В ходе разделов Речи Посполитой южная часть территории (Галиция) отошла к Австрии, а северная (Волынь, Полесье, Холмщина) — к Российской империи.
Первая мировая война (1914—1918) привела к распаду Российской и Австро-Венгерской империй. Многочисленные народы, населявшие империю Габсбургов, приступили к созданию собственных национальных государств. Единственным народом, которому не удалось этого сделать, стали украинцы Восточной Галиции — на эту территорию претендовало и польское государство. Давний украинско-польский конфликт перерос в вооружённую борьбу.
1 ноября 1918 года между украинскими и польскими вооружёнными формированиями начались боевые действия. 13 ноября была провозглашена Западно-Украинская Народная Республика, которая, однако, в июле 1919 года под натиском польской армии потерпела поражение. Восточная Галиция была оккупирована поляками, Закарпатье к этому времени было аннексировано Чехословакией, а Северная Буковина — Румынией. 25 июня 1919 года Совет послов Антанты признал за Польшей право на оккупацию Восточной Галиции, чтобы «защитить население от большевистских банд», но не включил её в состав Польши.
Советско-польская война (1919—1921), в результате которой польские войска заняли значительную часть Украины, включая Киев, закончилась неудачно для частей РККА, хотя польская армия в результате была выбита со значительной части ранее захваченных ею территорий. По Рижскому миру 1921 года советские республики были вынуждены уступить Польше Западную Украину (Восточную Галицию, Западную Волынь, Полесье и Холмщину).

## Присоединение к Польше
14 марта 1923 года Совет послов Антанты принял решение оставить Западную Украину под управлением Польши. Ни одно из условий, на которых Антанта приняла это решение (Польша обязалась обеспечить украинцам равные с поляками права и гарантировать национально-культурное развитие, предоставить автономию, открыть университет и т. д.), правительство Польской Республики не выполнило.
Украинцы фактически считались людьми второго сорта, подлежащими полонизации и католизации. Политика Польши была направлена на насильственную ассимиляцию и полное уничтожение украинского характера Восточной Галиции, Волыни, Холмщины, Подляшья и других территорий, на которых этнические украинцы составляли большинство или представляли значительную часть населения.
Восточная Галиция (Галичина) в межвоенной Польше именовалась Восточной Малопольшей и в административном плане была разделена на три воеводства: Львовское, Тарнопольское и Станиславовское. Здесь, в соответствии с законом Сейма Польши от 1922 года (так и не вступившим в силу), планировалось создать Автономию Восточной Малопольши. Волынь была административно выделена в Волынское воеводство, Полесье вошло в Полесское воеводство, Холмщина — в Люблинское воеводство.
Ещё в декабре 1920 года был издан специальный указ о колонизации польскими военными поселенцами земель на восточных окраинах Польши — в «Кресах Всходних» (Западной Украине, Западной Белоруссии, Восточной Литве). На основании этого закона в 1920—1928 годах польским поселенцам, бывшим военным, на Волыни и Полесье было передано 260 тыс. гектаров земли, куда из центральных районов Польши прибыло более 20 тыс. поселенцев (осадников). Осадники, бывшие военные, должны были стоять на страже «польскости» и стать оплотом польской колонизации на территориях с преобладающим украинским населением.
В ходе реализации закона о парцелляции земель на территории «Кресов Всходних» также прибыло 60 тыс. польских гражданских поселенцев. В условиях безземелья подобная политика Пилсудского вызвала негодование украинского населения. Поведение и отношение польских поселенцев, укр. «зайд» (чужаков, пришельцев), к местному населению, вызывало вражду и отчуждение. Политика колонизации и полонизации стала серьёзным ударом для украинского населения Польши как в экономическом, так и в политическом плане.

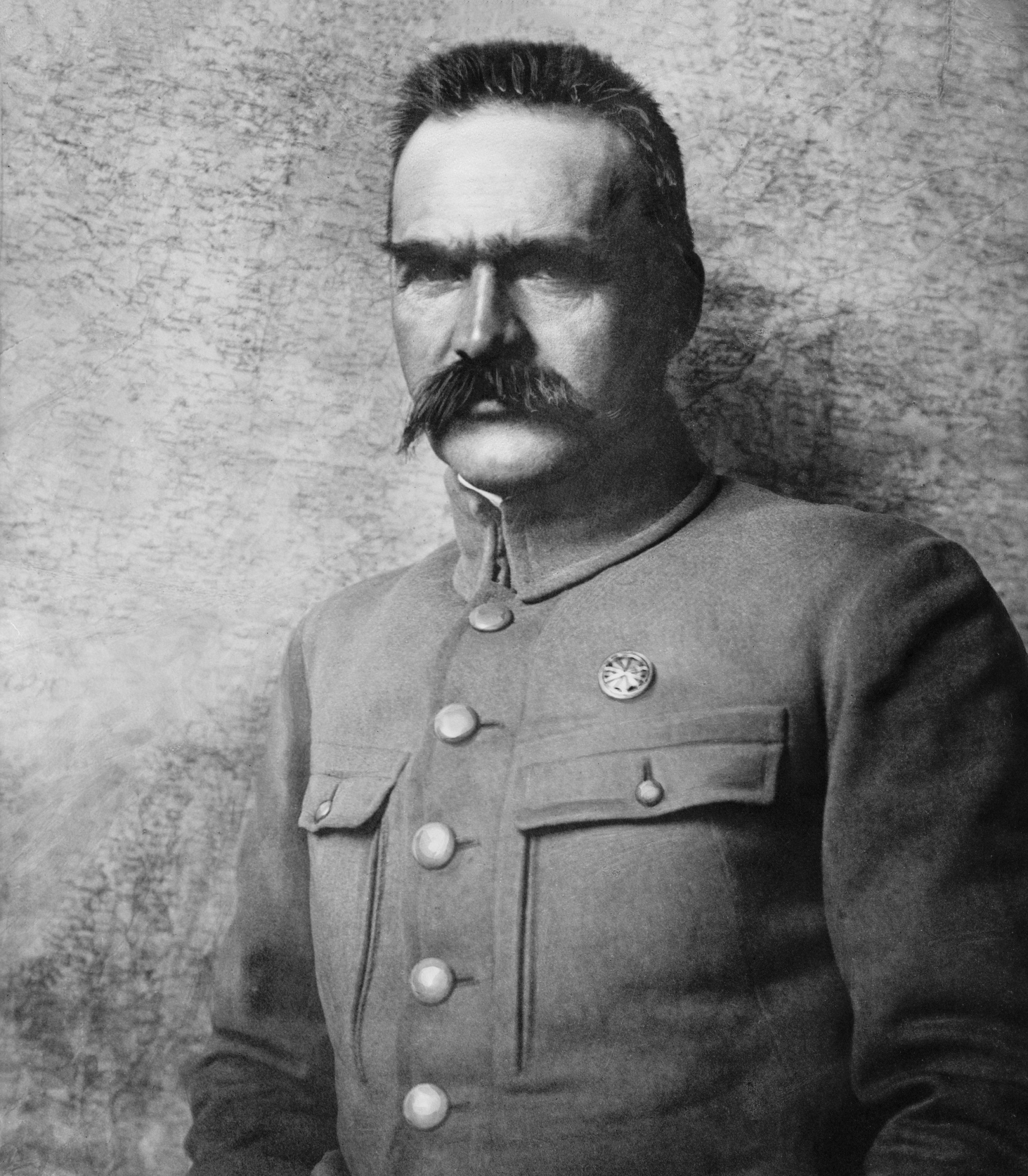
Юзеф Пилсудский (1867—1935) — польский политический и государственный деятель, маршал Польши

На протяжении 1919—1929 годов 77 тысяч польских осадников получили 600 тысяч гектаров земли. Средний размер надела для каждой семьи осадника составлял 18—24 гектара, но не более 45 гектаров.

## Волынь и Полесье
Волынь и большая часть Брестско-Пинского Полесья по Брестскому миру (3 марта 1918 г.) были включены в состав Украины и на основании соглашения с Украинской центральной радой были оккупированы германскими войсками. После поражения Германии в Первой мировой войне она вывела свои войска.
В феврале-июне 1919 г. Брестско-Пинское Полесье оккупировала Польша. В июле-августе 1920 года здесь была восстановлена советская власть. В августе-октябре 1920 года регион снова был занят польскими войсками. По Рижскому миру 1921 года Брестско-Пинское Полесье и Западная Волынь вошли в состав II Речи Посполитой. Польские власти проводили здесь политику «отрыва» местного населения от украинского и белорусского влияния. Между Волынью и Восточной Малопольшей (Галичиной) был установлен так называемый «Сокальский кордон», задачей которого было прекращение политических и культурных связей между этими восточнославянскими территориями. Польские власти принялись заселять территорию Волыни осадниками.

## Польский шовинизм
Шовинистическая политика польских властей в 1920-39 гг. по отношению к украинскому населению Восточной Галиции проявилась и в серии акций подавления, провёденных правительством Польши в 30-х гг. XX века.
Польское правительство, пренебрегая правами этнических украинцев, пытаясь бороться с националистическими организациями УВО-ОУН, следуя политике государственного террора[нейтральность?] и коллективной ответственности, подвергло украинское население массовому террору — в ходе серии акций польских властей десятки человек были убиты, тысячи искалечены и отправлены в тюрьмы, уничтожено большое количество товаров в кооперативах и магазинах, принадлежавших украинцам, уничтожены или закрыты библиотеки, читальные залы, культурные общества, театральные кружки и т. д.

## Языковая и национальная политика

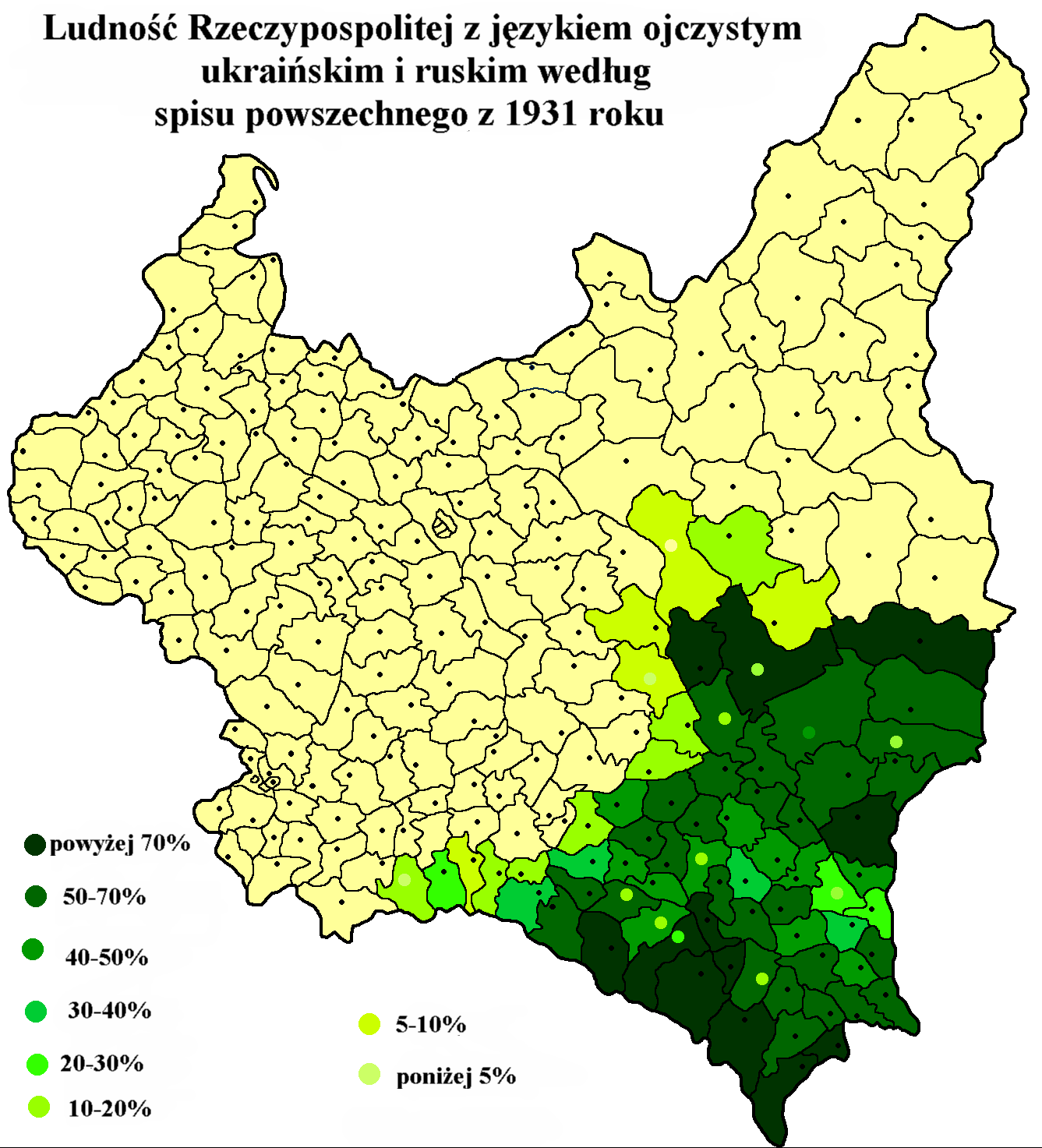
Доля населения Польши с родным украинским или русинским языком согласно переписи населения 1931 года.

Формально польская конституция, а также советско-польский Рижский договор 1921 года гарантировали права украинского меньшинства. Уже 26 сентября 1922 года Сейм принял закон «Об основах общего воеводского самоуправления и в частности воеводств Львовского, Тарнопольского и Станиславского», который обязывал местные власти давать ответы представителям национальных меньшинств на их родном языке, предусматривал публикацию воеводских законов и местных документов как на польском, так и на русинском (украинском) языках и разрешал местным властям самостоятельно определять язык внутреннего делопроизводства. В 1924 году были приняты «кресовые законы», регламентирующие использование языков национальных меньшинств. Формально эти законы давали очень широкие права на использование непольских языков. Было разрешено вести документацию в местных органах на двух языках, использовать родной язык при обращении в государственные инстанции, а также вводить преподавание украинского языка в школе (если украинцы составляли не менее 25 % населения общины и родители хотя бы 40 учеников подавали об этом просьбу). Но, если одновременно набиралось 20 учеников, родители которых желали обучать детей на польском языке, то школа становилась двуязычной. Для проведения опросов родителей создавалась организация «Родная школа».
Вместе с тем уже в начале 1920-х годов были приняты меры направленные на полонизацию новых земель. В 1923 году была закрыта мужская украинская гимназия во Львове. Полонизации способствовала правительственная политика колонизации Западной Украины путём выделения в регионе земель осадникам, значительную часть которых составляли этнические поляки. Правда, с 1924 года право покупки земель на Восточных кресах получили благонадёжные представители других национальностей. Полонизация школьного образования в 1920-е годы шла полным ходом. Польские власти практиковали перевод школьных учителей-украинцев из Западной Украины в центральные районы Польши, а также постепенно сокращали число украинских школ. В 1924/25 учебном году на территории Львовского, Станиславского и Тарнопольского воеводств было 2568 польских школ, 2151 украинских и 9 двуязычных. В 1929/30 учебном году на территории этих воеводств действовали 2189 польских школ, 648 украинских и 1793 двуязычных. Среди школьных учителей преобладали этнические поляки. В 1935 году в Западной Украине среди учителей 77,7 % были поляками, 21,67 % — украинцами, 0,03 % — немцами.

## Реакция украинских организаций и населения
Подпольные националистические организации (УВО) на политику и действия польских властей ответили террористическими актами, саботажем (поджогами полей, уничтожением имений прибывших поляков и военных «осадников» (то есть поселенцев), общей активизацией деятельности среди населения. Особую популярность УВО и позже ОУН, имела среди украинской молодёжи и представителей интеллигенции. В ответ польское правительство применило принцип коллективной ответственности, подвергнув массовому жесточайшему террору, издевательствам и физическому насилию украинское население Западной Украины.
Борьба с украинским националистическим подпольем включала всевозможные формы от агитации и «наглых» (то есть быстрых) судов 4 сентября 1931 года до создания 17 июня 1934 года специального концентрационного лагеря, куда люди помещались по решению польских властей, без суда, на неопределённый срок.